# Metopius strenuus
Metopius strenuus là một loài tò vò trong họ Ichneumonidae.